# Ancus Martius
Ancus Martius (r. 640 v.Chr. - 616 v.Chr.) was de legendarische vierde koning van Rome. Hij was de zoon van Martius (wiens vader, ook Martius genaamd, goed bevriend was geweest met Numa Pompilius) en Pompilia (dochter van Numa Pompilius). Volgens de historicus Festus had Martius de voornaam Ancus vanwege zijn kromme arm.

## Opvolgingen
Na de dood van de vorige koning, Tullus Hostilius, benoemde de Romeinse Senaat een interrex, die op zijn beurt 
een volksvergadering organiseerde die Ancus Martius als nieuwe koning verkoos.

## Riten
Volgens Titus Livius was zijn eerste daad als koning de pontifex maximus op te dragen de tekst met betrekking tot de uitvoering van publieke ceremonies van de religie uit de commentaren van Numa Pompilius te kopiëren opdat ze aan het publiek getoond konden worden, zodat de religieuze riten niet langer verwaarloosd zouden worden of onjuist zouden worden uitgevoerd.

## Oorlog tegen de Latijnen
Hij voerde succesvol oorlog tegen de Latijnen toen een aantal van hen zich hadden gevestigd op de Aventijn.
Volgens Livius werd de oorlog begonnen door de Latijnen, die verwachtten dat Ancus het vrome streven naar vrede zou hebben geërfd van zijn grootvader, Numa Pompilius. De Latijnen deden aanvankelijk een inval op Romeins grondgebied. Toen een Romeinse ambassade een vergoeding eiste voor de schade, gaven de Latijnen een minachtend antwoord. Dus verklaarde Ancus de oorlog aan de Latijnen. De oorlogsverklaring is opmerkelijk want, volgens Livius, was het de eerste keer dat de Romeinen oorlog hadden verklaard aan de hand van de riten van de fetiales, een soort van priesters.
Ancus Martius marcheerde uit Rome met een nieuw leger en nam stormenderhand de Latijnse stad Politorium (gelegen nabij de stad Lanuvium) in. De inwoners werden uit de stad gezet om zich te vestigen op de Aventijn in Rome als nieuwe burgers, overeenkomstig de Romeinse tradities van oorlogen met de Sabijnen en Albanen. Toen de andere Latijnen vervolgens het verlaten Politorium bezetten, veroverde Ancus de stad opnieuw en vernielde hem. De Latijnse dorpen Tellenae en Ficana werden ook geplunderd en vernield.
De oorlog werd daarna gericht op de Latijnse stad Medullia. Deze stad had een sterk garnizoen en was ook goed versterkt. Verschillende veldslagen vonden plaats buiten de stad en uiteindelijk overwonnen de Romeinen. Ancus keerde terug naar Rome met veel buit. Meer Latijnen werden naar Rome gebracht als burgers. Zij werden gevestigd aan de voet van de Aventijn in de buurt van de Palatijn, bij de tempel van Murcia.

## Uitbreidingen
Ancus Martius nam de Janiculum op in de stad, verdedigde hem met een muur en verbond hem met de stad met een houten brug over de Tiber, de Pons Sublicius. Aan de landzijde van de stad bouwde hij een verdedigingsgracht, de Fossa Quiritium. Hij bouwde ook de eerste gevangenis van Rome, de Mamertijnse gevangenis.
Hij breidde het Romeinse grondgebied uit naar de zee, door het oprichten van de haven van Ostia, waarbij hij een zoutfabriek oprichtte rond de haven en hij veroverde Silva Maesia, een bebost gebied langs de kust ten noorden van de Tiber, van de Veii. Hij breidde de tempel van Jupiter Feretrius uit om de herinnering aan deze territoriale successen te bewaren.
Volgens een reconstructie van de Fasti Triumphales vierde Ancus Martius ten minste één triomftocht over de Sabijnen en Veii.

## Nalatenschap
Ancus Martius werd opgevolgd door Lucius Tarquinius Priscus, die vermoord werd door de zonen van Ancus Martius.
De patricische Marcius Rex-familie stamde af van deze koning en bleef vooraanstaand tijdens de republiek en het keizerrijk.